# Josiah Winslow (guvernér)
Josiah Winslow (kolem 1628, Plymouth – 18. prosince 1680, Plymouth) se narodil v kolonii Plymouth kolem roku 1628 a zemřel v roce 1680 v Marshfieldu v kolonii Plymouth. V historických záznamech jej historici také nazývali Josias Winslow a moderní spisovatelé toto jméno dále používají. Narodil se v době, kdy byl vydán královský patent, který v roce 1630 umožnil založení kolonie Massachusetts Bay, díky čemuž ve 30. letech 17. století emigrovalo do Nové Anglie přes 20 000 přistěhovalců. Josiah, jenž byl synem jednoho z cestujících na lodi Myflower, vůdce poutníků Edwarda Winslowa, absolvoval Harvardovu univerzitu. V letech 1673–1680 působil jako guvernér kolonie Plymouth. Nejvýznamnější událostí během jeho funkčního období byla válka krále Filipa, která přinesla velké problémy jak pro anglickou, tak i indiánskou populaci a navždy změnila život v Nové Anglii. Josiah byl první guvernér americké kolonie, narozený v Americe.

## Životopis

### Rané období
Rodiče Josiaha Winslowa byli Edward Winslow a jeho druhá manželka, vdova Susann White. Její první manžel byl cestující na lodi Mayflower William White, který zemřel v únoru 1621. Měla s ním dva syny, Resolveda a Peregrina White a i oni přicestovali na Mayfloweru. Svatba Edwarda Winslowa a Susanna Whiteové byla prvním sňatkem v kolonii Plymouth.
V roce 1643 byl Josiah Winslow zvolen soudcem v Marshfieldu a jeho otec Edward Winslow se stal jedním ze šesti signatářů dokumentu s názvem Články konfederace Nové Anglie, jímž vznikly Spojené kolonie Nové Anglie (United Colonies of New England), což byla konfederace určená primárně ke koordinaci vojenských záležitostí a sjednocení postupu například vůči Indiánům. V roce 1656 nahradil Josiah Mylesa Standishe jako velitele vojenských sil kolonie Plymouth.
V roce 1657 byl zvolen pomocníkem guvernéra. V roce 1658 byl za kolonii Plymouth komisařem v Spojených koloniích. Dne 2. října 1658 byl zvolen vrchním velitelem milicí v koloniích. Tuto pozici zastával až do 3. června 1673. Ve funkci vrchního velitele ho nahradil William Bradford, syn guvernéra Williama Bradforda.
V roce 1673 se po smrti guvernéra Thomase Prence stal Josiah prvním v Americe narozeným guvernérem.

### Guvernér kolonie
| Guvernéři kolonie Plymouth | Guvernéři kolonie Plymouth | Guvernéři kolonie Plymouth |
| Datum                      | Guvernér                   |                            |
| -------------------------- | -------------------------- | -------------------------- |
| 1620                       | John Carver                |                            |
| 1621–1632                  | William Bradford           |                            |
| 1633                       | Edward Winslow             |                            |
| 1634                       | Thomas Prence              |                            |
| 1635                       | William Bradford           |                            |
| 1636                       | Edward Winslow             |                            |
| 1637                       | William Bradford           |                            |
| 1638                       | Thomas Prence              |                            |
| 1639–1643                  | William Bradford           |                            |
| 1644                       | Edward Winslow             |                            |
| 1645–1656                  | William Bradford           |                            |
| 1657–1672                  | Thomas Prence              |                            |
| 1673–1679                  | Josiah Winslow             |                            |
| 1680–1692                  | Thomas Hinckley            |                            |

Jeden z prvních problémů, které Winslow řešil jako guvernér, byla větší ochrana kvakerů. Osvobodil dva muže, Cudwortha a Robinsona, kteří byli uvězněni jen proto, že se rozhodli pomoci pronásledovaným kvakerům.
Za jeho působení v letech 1674–1675 došlo ke zřízení první veřejné školy a v roce 1680 byla zřízena funkce viceguvernéra. V roce 1675 se stal vrchním velitelem všech vojenských sil Spojených kolonií.
V roce 1675 soud nařídil, že čtyři halapartníci (pravděpodobně jako ozbrojená stráž) musí ochraňovat guvernéra a soudce během voleb a dva halapartníci budou přítomni během soudních zasedání. Vláda udržovala stav pohotovosti, dříve v kolonii neznámý.
Dne 9. září 1675 podepsal vyhlášení války, namířené proti indiánskému vůdci Metacomovi známému jako král Filip.

### Metacomova válka, příčiny a následky
Válka krále Filipa, také známá jako Metacomova válka či povstání, byla střetnutím mezi spojenými indiánskými kmeny v Nové Anglii a kolonisty a jejich indiánskými spojenci. Probíhala mezi lety 1675–1678.
Válka vstoupila do Nové Anglie 20. června 1675, kdy domorodci začali napadat koloniální usedlosti. Metacom (někdy nazývaný také Metacomet, případně „král Filip“) a guvernér Winslow včas nezasáhli a situace se jim zcela vymkla z rukou. Útoky a násilí, které následovalo, překvapilo obě strany – kolonisty i Indiány.
Guvernér Edward Winslow uzavíral s domorodými kmeny mírové smlouvy a choval se k nim čestně. Ale jeho syn, který se stal vojenským velitelem kolonie kolem roku 1659, o dobré vztahy s Indiány nestál a na domorodce měl jiný názor než jeho otec. Kolonisté obecně v té době změnili postoj k domorodcům. Už nepovažovali Indiány za potřebné pro své přežití. Naopak, mnoho mladších kolonistů začalo vidět Indiány jako překážku v rozvoji země, kterou nyní považovali za svou.
Metacomet začal svůj vztah s kolonisty zřejmě budovat s nejlepšími úmysly, ovšem postupně ho ovládla chamtivost a nakonec se zapojil do masivního prodeje indiánských území kolonistům. Pomáhal mu Thomas Willet, kontroverzní člověk, který sám se prezentoval jako přítele všech stran.
Od roku 1650 a hlavně v letech 1665–1675 se prodej indiánského území kolonistům značně zvýšil. Ze 14 prodejních smluv zaregistrovaných u soudu v Plymouthu v letech 1650–1659 počet prodejů v letech 1665–1675 vzrostl na 76. Na některých transakcích (v podobě dalších odprodejů) se podílel i Josiah Winslow.
Guvernér Thomas Prence a náměstek guvernéra Winslow se snažili vyvinout ten nejlepší způsob řešení indiánských záležitostí. Thomas Willet byl kontaktem mezi Indiány reprezentovanými Metacomem a Josiahem Winslowem. Prence a Winslow se pokusili nastavit vztah, jaký měl William Bradford a Myles Standish s Indiány v roce 1622. Podle dobového historika Williama Hubbarda se takový vztah nastavit nepodařilo. Když Prence v roce 1673 zemřel a Winslow se stal guvernérem, Metacom byl velmi nespokojen s tím, že musí obchodovat s mužem, kterého opravdu rád neměl. Spojoval Winslowa s neobjasněnou smrtí svého bratra Alexandra, který zemřel za záhadných okolností. Winslow byl také zapojen do masivního prodeje indiánských území, který skončil pro Indiány naprostou ztrátou jejich majetku. Winslow si nejprve zajistil, aby jeho majetkové aktivity v Plymouthu byly považovány za legální. Nakonec si vynutil změnu zákona, aby pravidla zlegalizovala jeho neetické jednání.
Když se Josiah Winslow v roce 1673 stal guvernérem Plymouthu, byl domorodci vnímán jako ztělesnění všeho zlého, co se týkalo vztahu kolonistů a domorodců.
Po roce 1650 se změnilo myšlení mnoha Indiánů a mnoha kolonistů. Zbylo jen málo z původně Indiánských území z roku 1620. Mladí domorodí muži vyvíjeli nátlak na své náčelníky, aby přijali opatření proti Angličanům a aby začali chránit svá území. Druhá generace kolonistů také změnila názor. Toužili po všech zbývajících územích dosud patřících Indiánům. Jen čekali na dobu, kdy domorodci v Nové Anglii, ať už vinou války, nemocemi nebo chudobou, vymřou.
Metacomet už dlouhou dobu učil mladé Indiány nenávidět kolonisty a sliboval bojovat proti nim. Na druhou stranu se vždy snažil vyhnout přímému boji s anglickými milicemi, a když byl konfrontován, ustoupil. Až do 23. června 1675 stále doufal, že dokáže zabránit válce. V té době Winslow vážně onemocněl, pravděpodobně tuberkulózou, a neměl sil bojovat proti začínající válce. Nedokázal zajistit potřebnou podporu Filipovi, kterou on potřeboval, aby udržel své válečníky pod kontrolou. Věci se podstatně zhoršily, když Winslow postavil před soud Tobiase, hlavního rádce Filipa, za vraždu oblíbeného a vzdělaného Indiána Johna Sassamona, kterého Indiáni obvinili ze špionáže pro kolonisty a zabili ho.
Vypuknutí násilí vedoucí k válce bylo primárně vyvoláno Winslowem, který si nechtěl přiznat, že Filipovy problémy jsou ve skutečnosti také jeho vlastními problémy. V podstatě byl guvernér Josiah Winslow tím kdo byl za válku krále Filipa nejvíce odpovědný, možná více než sám Filip nebo kdokoli jiný.
Bohužel, Winslow nezasáhl v situaci kdy šarvátky byly pouze lokální a problém se mohl řešit mírumilovně, diplomatickými prostředky. Nepodnikl žádné kroky, žádná opatření a způsobil tak velký požár, který ani nemusel vzplanout. Příkladem Winslowova myšlení, a asi to bylo poprvé, kdy bylo otroctví použito jako zbraň proti Indiánům, byla situace kdy se několik set Indiánů vzdalo úřadům v Plymouthu a Dartmouthu a úřady je ujistily o udělení amnestie. Ale Winslow s ostatními členy Council of War (válečné rady) rozhodli o neúčinnosti takového rozhodnutí. Rada se 4. srpna usnesla, že všichni zajatí Indiáni budou považováni za viníky, ať už byli či nebyli součástí útoku, ve kterém byli zajati. Během několika měsíců byli všichni zajatí Indiáni z Plymouthu a Dartmouthu přepraveni jako otroci do španělského Cádizu.

### Rodina

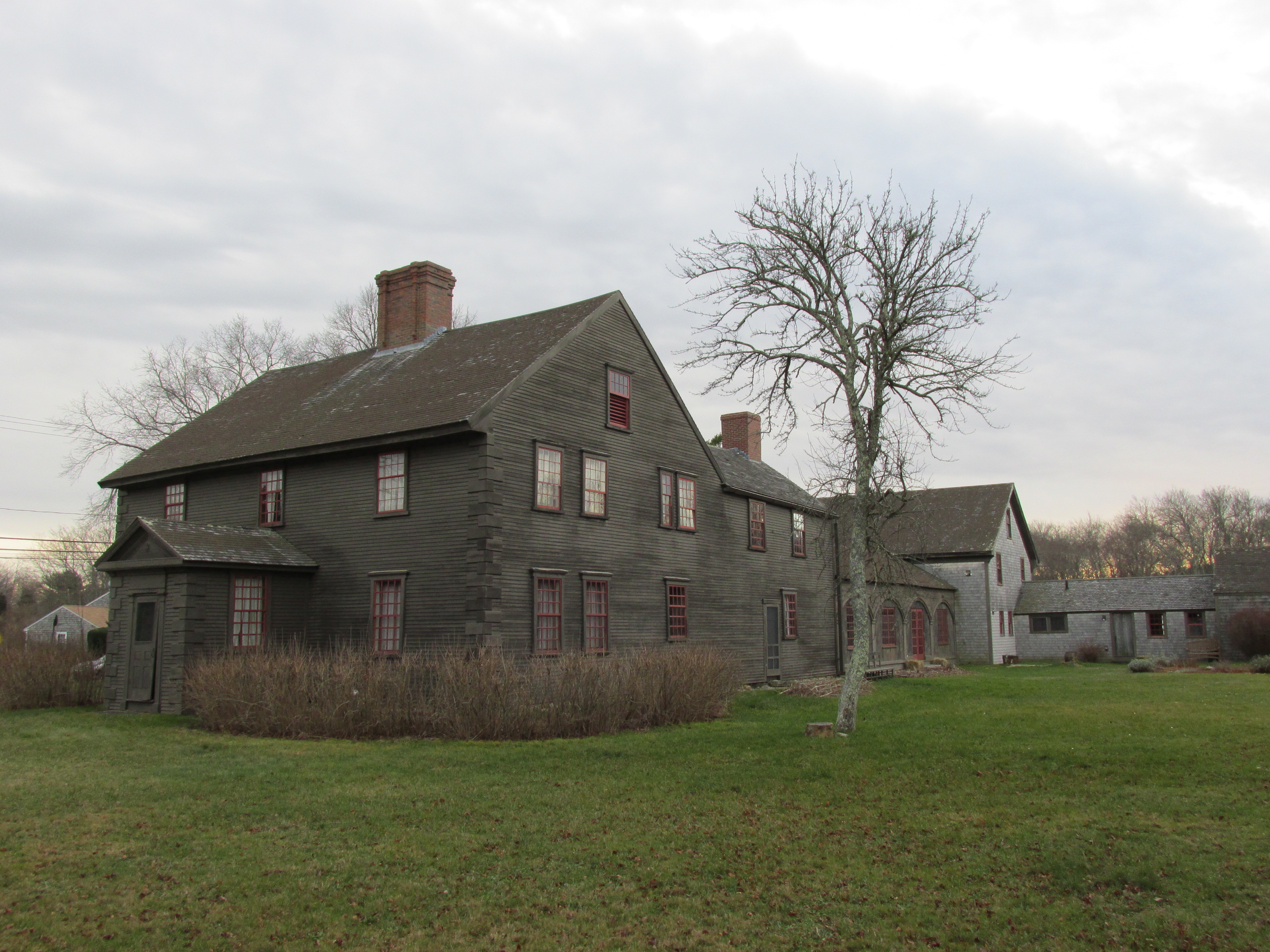
Dům Isaaca Winslowa postavil syn Josiaha Winslowa. Byl to třetí dům postavený na pozemku udělenému Josiahovu otci Edwardu Winslowovi v roce 1630, který zde postavil první usedlost.

Josiah Winslow se oženil s Penelope Pelhamovou v roce 1651 a měli spolu čtyři děti. Všechny se narodily v Marshfieldu, v kolonii Plymouth:
- (dítě), narodil se a zemřel v březnu 1658.
- Elizabeth, narodila se v dubnu 1664 a zemřela 11. června 1735. Vdala se 4. září 1684 za Stephena Burtona, byla jeho druhá manželka. Měli tři děti.
- Edward, narodil se a zemřel v květnu 1667.
- Isaac, narodil se roku 1670 a zemřel 6. prosince 1738. Oženil se 21. července 1700 se Sarah Wensley (nebo Hensley). Zemřela 16. prosince 1753. Měli dvě děti. Byl pohřben na hřbitově Winslowů v Marshfieldu v Massachusetts. Isaac Winslow si vybudoval úspěšnou kariéru v koloniálních vojenských a vládních záležitostech. Dům Isaaca Winslowa byl postaven na místě původní usedlosti guvernéra Edwarda Winslowa (dědeček Isaaca) a stále stojí v Marshfieldu.

Josiah Winslow se oženil s Penelope Pelham v Anglii v roce 1651. Penelope se narodila kolem roku 1633. Její rodiče byli Herbert Pelham a Jemima (Waldegrave). Oba rodiče měli urozený původ. Herbert Pelham, stejně jako jeho tchán Thomas Waldegrave, byli členy společnosti „Adventurers“, která počátkem roku 1630 poskytla investici do vznikající kolonie Massachusetts Bay Company (později Colony). Pelham obhajoval založení nového osídlení v Nové Anglii a přicestoval do kolonie i s rodinou v roce 1638. V té době byl mladý vdovec, jeho manželka Jemima právě zemřela a zanechala ho se čtyřmi dětmi včetně pětileté Penelope. Pelham se brzy oženil s mladou vdovou Elizabeth Harlakendenovou. V roce 1643 byl Herbert Pelham jmenován pokladníkem Harvardovy univerzity v Cambridge. V roce 1645 se stal v Massachusetts Bay Colony asistentem guvernéra Thomase Dudleyho. Koncem roku 1646 se rodina Pelhamů vrátila do Anglie. V Anglii i v Irsku měli početné příbuzenstvo. Během plavby do Anglie se na lodi setkali s Edwardem Winslowem, který se o několik let později stal tchánem Penelope. Winslow a Pelham se znali, Pelham byl svědkem dopisu, který Winslow napsal guvernérovi kolonie Winthropovi v roce 1644. O několik let později spolupracovali v Anglii na obchodech souvisejících s koloniemi. V Anglii se Penelope učila o životě vyšší třídy od své nevlastní matky. V roce 1651 odcestoval Josiah Winslow do Anglie, aby viděl svého otce, který se v roce 1646 připojil k puritánské protektorátní vládě Olivera Cromwella. Někdy mezi lety 1646 a 1651 se Josiah setkal v Anglii s Penelope a pravděpodobně se v roce 1651 vzali. Jejich portréty, malované zřejmě v té době, visí v Plymouthu v Pilgrim Hall Museu.
Josiah a Penelope se z Anglie do Plymouthu vrátili v roce 1655. Téhož roku jeho otec zemřel na moři během karibské námořní expedice. V 60. letech 17. století se Winslowovi usadili v rodinném sídle Carswell v Marshfieldu. Panství bylo pojmenováno podle anglického panství Josiahova pradědečka. Josiah prožil život ve stylu anglického gentlemana, který se oženil s vcelku bohatou a krásnou Angličankou.

## Smrt a pohřeb Josiah a Penelope Winslow
Josiah Winslow zemřel 18. prosince 1680 v Marshfieldu v Massachusetts Bay Colony ve věku asi 51 let. Ve své závěti ze dne 2. července 1675 svěřil správu panství své manželce Penelope, tehdy jí bylo 47 let. Po smrti manžela Penelope žila v domě Careswell se svými dětmi Alžbětou a Isaacem, kteří byli ještě malí.
Penelope Pelham Winslow zemřela 7. prosince 1703 ve věku 70 let. Josiah Winslow a jeho manželka Penelope byli pohřbeni na hřbitově Winslowů v Marshfieldu, kde je i památník Josiahova otce Edwarda Winslowa a je zde pohřbena i Josiahova matka Susanna White. Také jsou zde pohřbeni Josiahovi nevlastní bratři Resolved a Peregrine White a jejich manželky. Mají zde také památník.